# 미야자와 기이치
미야자와 기이치(일본어: 宮澤 喜一, 1919년 10월 8일 ~ 2007년 6월 28일)는 일본의 자유민주당 정치인으로 제78대 내각총리대신으로 1991년 11월 5일부터 1993년 8월 9일까지 재임하였다.
도쿄에서 태어난 미야자와는 법학 학위와 함께 도쿄 대학을 졸업하고 1942년 대장성에 가입하였다.  1953년 일본 국회로 처음 선출되어 사토 에이사쿠 아래 통상산업대신, 미키 다케오 아래 외무대신, 후쿠다 다케오 아래 경졔기획청 장관, 나카소네 야스히로 아래 내각관방장관 그리고 다케시타 노보루 아래 대장대신을 포함하여 다수의 현저한 직위들을 보유하였다.  1991년 총리가 되었으나 1955년 자유민주당의 형성 이래 자신의 당이 총선거에서 그 패배를 향하는 것을 일으킨 정치적 개혁을 통과시키는 데 실패 후에 1993년 선거가 있고나서 강제로 사임하였다.  미야자와는 이후에 오부치 게이조와 모리 요시로의 내각들에서 1999년부터 2001년까지 대장대신으로 복귀하였다.

## 초기 생애
도쿄에서 히로시마현 후쿠야마시 출신의 부유층 정치 활동의 가족에게 태어난 미야자와는 정치인 미야자와 유카타와 그의 부인 고토의 맏아들이었다.  그의 부친은 국회 의원이었고 모친은 법무대신과 철도대신을 지낸 오가와 에이키치의 딸이었다.  그는 기시다 후미오와 먼 친척 관계이다.  1923년 간토 대지진에 이어 미야자와는 히라쓰카시에 있는 외조부의 별장에서 살았다.  당시 그의 부친은 자신의 정치 경력을 히로시마현으로부터 일본 국회로 옮기는 계획을 세웠던 동안 야마시타 기센을 위하여 일했다.
미야자와는 무사시 고등학교를 다니고 그러고나서 도쿄 대학의 법학부에 수학하러 갔다.  대학 시절 동안 미야자와는 제2차 세계 대전이 터지기 겨우 전에 1939년 미국 워싱턴 D. C.에서 열린 일미학생회의에 참석하러 떠났다.  이 경험에 영감을 받은 그는 조국이 미국과의 전쟁에 있던 중에도 마저 계속 영어를 배웠다.  자신의 전공들과 별개로 그는 노, 영화와 음악에 열정적이었다.

## 경력
1942년 미야자와는 대장성에 가입하여 제2차 세계 대전 동안 군사 복무를 피하였다.  대장성에 있던 동안 그는 훗날의 총리 이케다 하야토의 부하가 되었다.
1953년 이케다의 촉구에 따라 미야자와는 자신이 1967년 하원으로 옮기기 전까지 남았었던 일본 국회의 상원 선거에 출마하여 이겼다.  이케다의 굉지회에서 지도적인 인물로서 미야자와는 이케다의 "뇌 파열"의 숙고적인 일원이었다.  1961년 미야자와는 존 F. 케네디 대통령과 정상 회담으로 이케다를 동행하여 자신의 뛰어난 영어 실력 덕분에 케네디의 대통령 요트 하니 피츠 호에서 후자의 케네디와 "요트 회담"이 열린 동안 이케다의 단독 번역가로 지냈다.
이케다 내각과 시작한 미야자와는 경제기획청 장관 (1962년-1964년, 1966년-1968년, 1977년-1978년), 통상산업대신 (1970년-1971년), 외무대신 (1974년-1976년)과 내각관방장관 (1984년-1986년)을 포함한 다수의 중요한 정부 직위들을 보유하였다.  1987년 그는 다케시타 노보루 정부 아래 대장대신이 되었다.  하지만 미야자와는 1988년 리쿠르트 사건의 한복판에 이 직위로부터 사임해야 했다.

## 총리 재임 (1991년 - 1993년)

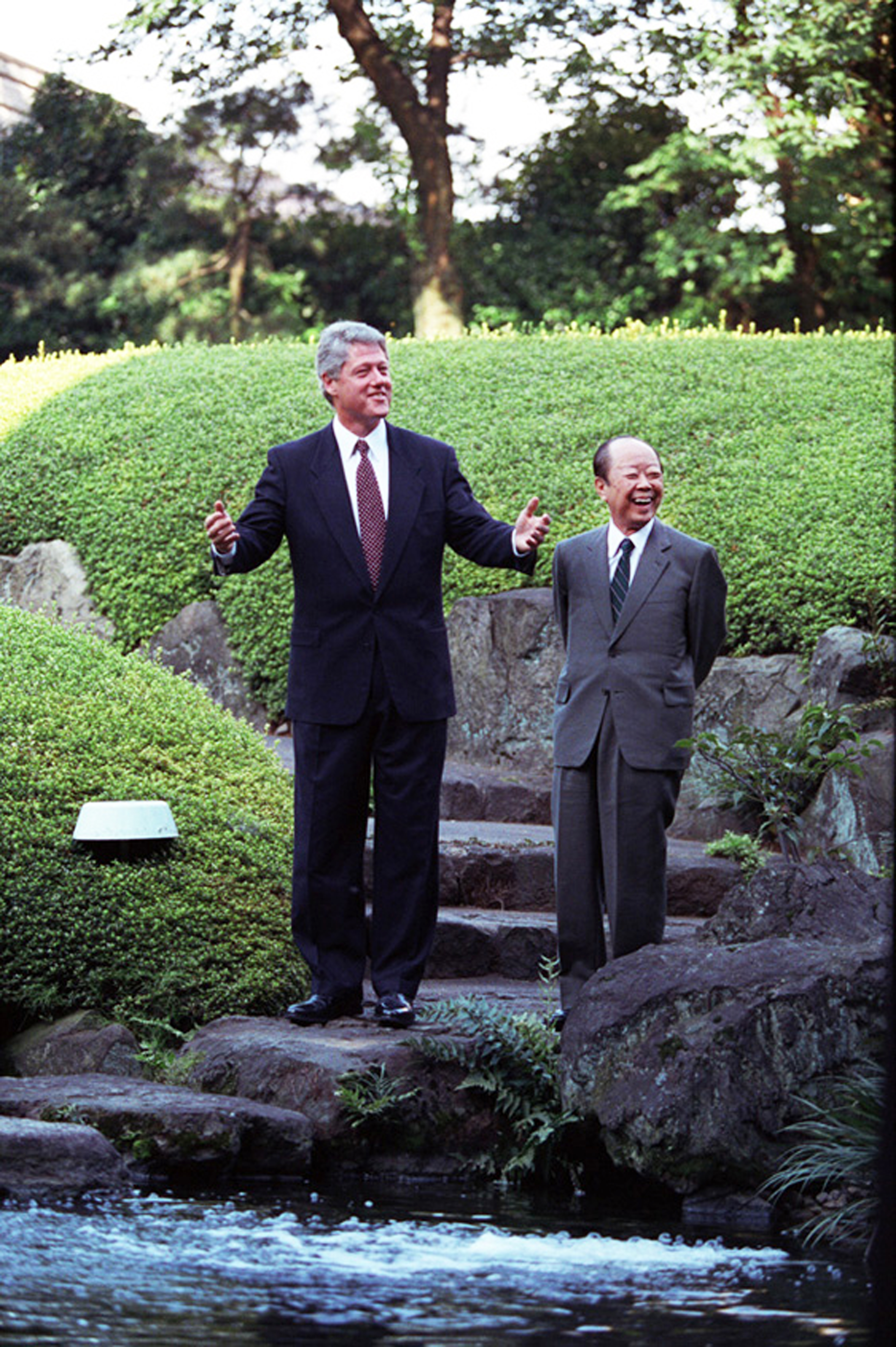
빌 클린턴 미국 대통령과 함께 (1993년 7월 6일)

미야자와는 자신의 파벌의 지원을 받아 1991년 11월 5일 총리대신이 되었다.  1992년 1월 8일 일본을 방문한 조지 H. W. 부시 미국 대통령이 공식 만찬에서 자신의 무릎에 구토를 했을 때 미야자와는 미국에서 짧은 명성을 얻었다.  
그는 제2차 세계 대전에 대해 일본이 책임을 져야 한다고 주장하였으며, 정계 은퇴 이후에도 일본의 평화 헌법 개정에 대해 분명하게 반대 의사를 내비치는 등, 자신의 반전(反戰) 소신을 지킨 것으로 유명하다.
1992년 대한민국을 방문했던 동안 그는 일제 시대에 위안부 문제에 대해 정식으로 사죄하여 제2차 세계 대전 전후에 일본의 군부가 여성들을 성노예로 강요했던 것을 인정하는 데 그를 첫 일본 지도자로 만들었다.
그의 정부는 미국과 무역 협정을 협상하는 것은 물론 일본이 평화유지 임무를 위하여 해외로 군대를 보내는 것을 허용하는 법률을 통과시켰다.  그것은 또한 1990년대에 일본에서 경제 성장의 기적을 해결하는 데 금융 개혁을 소개하였다.  1993년 미야자와는 자유민주당 정부의 38년의 세월로 종말을 표시한 불신임 투표를 패한 후 사임하였다.  투표를 위한 이유는 미야자와파의 일원 아베 후미오를 연루시킨 스캔들이었다.  

## 이어진 경력
미야자와는 이후에 오부치 게이조와 모리 요시로의 정부에서 1998년부터 2001년까지 다시 한번 대장대신으로 임명되었을 때 최전방 정치로 복귀하였다.  1998년 미야자와는 대장대신으로서 마쓰나가 히카루를 대체하였다.  그는 2003년 정계 은퇴 전에 상하원 둘다에서 총 14개의 기간을 지냈다.  그의 은퇴의 이유는 당시 고이즈미 준이치로 총리가 자유민주당 정치 후보들을 위하여 73세의 연령 제한을 세운 것이었다.

## 개인 생활
미야자와는 미국에서 유학했던 동안 결혼하였다.  그와 부인 요코 여사는 2명의 자녀 - 건축가 히로와 외교관 크리스토퍼 J. 라플러의 부인이 된 게이코를 두었다.  그는 2007년 로버트 D. 엘드리지에 의하여 영어로 번역된 책〈도쿄와 워싱턴 사이의 비밀 회담〉을 저서하였다.  저서는 1949년과 1954년의 시기 동안 정치, 경제와 안정에 관련된 협상들의 관점에서 미국과 일본간의 관계에 대한 미야자와의 견해에 관한 것이다.

## 사망
2007년 6월 28일 오후 도쿄도의 자택에서 87세의 나이에 노환으로 별세하였다.  

## 같이 보기
- 미야자와 내각
- 미야자와 내각 개조내각
- 미야자와 담화(근린제국 조항)
- 미야자와 히로시 (정치인)(일본어판) - 기이치의 동생
  - 미야자와 레이코(宮澤玲子) - 히로시의 부인으로 기시다 후미오의 고모
  - 참의원 의원, 전 경제산업대신 미야자와 요이치(일본어판) - 기이치의 조카, 히로시&레이코 부부의 아들
- 미야자와 에마(일본어판) - 기이치의 외손녀, 장녀 게이코(啓子)의 딸